# Schambyl Kökejew
Schambyl Muchituly Kökejew (kasachisch Жамбыл Мұхитұлы Көкеев, russisch Жамбыл Мухитович Кукеев Schambyl Muchitowitsch Kukejew; * 20. September 1988 in Alma-Ata, Kasachische SSR) ist ein kasachischer ehemaliger Fußballspieler.

## Karriere
Schambyl Kökejew spielte von 2006 bis 2007 bei FK Astana. Die Saison 2008 verbrachte er bei FK Almaty. Er wechselte 2009 zu Lokomotive Astana. Zur Saison 2011 wechselte er nach Qaraghandy zu Schachtjor, mit dem er zweimal in Folge kasachischer Meister wurde. 2013 wechselte er zu Qairat Almaty.

## Nationalmannschaft
Kökejew wurde 27-mal in der Kasachischen Fußballnationalmannschaft eingesetzt und erzielte dabei zwei Tore.

## Erfolge
- Kasachischer Meister: 2006, 2011, 2012